# Roman Motzkus
Roman Motzkus (* 6. August 1969) ist ein ehemaliger American-Football-Spieler und  Sportjournalist und Kommentator bei Ran Football bei der ProSiebenSat.1 Media und DAZN.

## Leben
Motzkus spielte als Wide Receiver und Tight End der Berlin Adler. Mit dem Verein wurde er 1989, 1990 und 1991 Deutscher Meister, außerdem Vizemeister im Jahr 1994.
Auch in der deutschen American-Football-Nationalmannschaft spielte Motzkus als Wide Receiver und Kick Returner und wurde 1989 und 1993 EM-Dritter. Er erreichte 102 Touchdowns in seinen Pflichtspielen für die Berlin Adler bis ins Jahr 1999.
In den Jahren 1998 bis 1999 war er PR-Director bei Berlin Thunder. Seit 2004 ist er als Stadionsprecher der Berlin Adler tätig und war 2006 auch deren Verwaltungsratsvorsitzender. Inzwischen ist er im Vorstand der Berlin Adler. Von 2015 bis zum Ende der Saison 2022 war er Kommentator für die Spiele der US-amerikanischen NFL, die bei Ran Football auf ProSieben übertragen wurden. Seit 2023 ist er Experte bei DAZN.

## Werke
- ROMO 83: Ein deutsches Footballleben. Randbreiten Verlag, Essen 2017, ISBN 978-3-947166-01-5